# 1709 au théâtre
| Années du théâtre : 1706 - 1707 - 1708 - 1709 - 1710 - 1711 - 1712    |
| Décennies du théâtre : 1670 - 1680 - 1690 - 1700 - 1710 - 1720 - 1730 |

## Événements
- Démolition à Londres du Théâtre de Dorset Garden.

## Pièces de théâtre représentées
- 14 février : Turcaret, comédie d'Alain-René Lesage, Paris, Comédie-Française.
- 7 juin : La Famille extravagante, comédie de Marc-Antoine Legrand
- 20 septembre : La Foire Saint-Laurent, comédie de Marc-Antoine Legrand
- 22 octobre : La Joueuse, comédie de Charles Dufresny
- 13 décembre : Le Jaloux désabusé, comédie de Jean Galbert de Campistron
- La Mort de César de Marie-Anne Barbier

## Naissances
- 29 août : Jean-Baptiste Gresset, auteur dramatique français, mort le 16 juin 1777.
- 14 avril : Charles Collé, auteur dramatique et chansonnier français, mort le 3 novembre 1783.

## Décès
- 17 mai : Mary Pix, romancière et dramaturge anglaise, né en 1666.
- 26 août : Achille Varlet, dit Verneuil, acteur français, né le 17 décembre 1636.
- 4 septembre : Jean-François Regnard.
- 1er novembre : Sakata Tōjūrō I, acteur japonais de théâtre kabuki, né en 1647.
- 8 décembre : Thomas Corneille, auteur dramatique français, né le 20 août 1625.